# ザック・ワイス
ザカリー・ダニエル・ワイス（Zachary Daniel Weiss, 1992年6月16日 - ）は、カリフォルニア州アーバイン出身のプロ野球選手（投手）。ユダヤ系アメリカ人。MLBのセントルイス・カージナルス傘下所属。

## 経歴

### プロ入り前
2010年のMLBドラフト10巡目でピッツバーグ・パイレーツから指名されたが、この時は契約せずにカリフォルニア大学ロサンゼルス校へ進学した。

### プロ入りとレッズ時代
2013年のMLBドラフト6巡目（全体195位）でシンシナティ・レッズから指名され、プロ入り。
2014年から2017年まではシンシナティ・レッズ傘下のマイナーリーグのチームでプレーした。
2017年オフに、ルール・ファイブ・ドラフトでの流出を防ぐために40人枠入りした。
2018年は開幕を傘下AAA級のルイビル・バッツで迎えたが、4月9日にメジャーに昇格し25人枠入りした。4月12日のセントルイス・カージナルス戦でメジャー初登板を果たすも、打者に2四球と2本塁打を許して4失点を喫し、1つもアウトを取れないまま降板した。4月14日に傘下AAA級のルイビル・バッツに降格し、その後はメジャー昇格を果たせないまま、9月にリリースとなった。

### ツインズ傘下時代
2018年11月19日にミネソタ・ツインズとマイナー契約を結んだ。
2019年は傘下AAA級ロチェスター・レッドウイングスで6試合に登板して防御率9.26、AA級ペンサコーラ・ブルーワフーズで10試合に登板して防御率5.94と結果を残せず、7月15日に自由契約となった。

### 独立リーグ時代
2019年7月19日にアトランティックリーグのロングアイランド・ダックスと契約した。16試合に救援登板して4勝1敗1セーブ、防御率4.68を記録した。オフにFAとなった。
2020年2月28日にクリーブランド・インディアンズとマイナー契約を結んだが、この年はマイナーリーグの試合が開催されなかったため、結局試合に出場することはなく、5月29日に自由契約となった。8月4日に、一時的に結成された独立リーグであるコンステレーション・エナジー・リーグのシュガーランド・スキーターズと契約を結んだ。5試合に救援登板して1勝0敗、防御率5.40を記録した。
2021年2月25日にアメリカン・アソシエーションのカンザスシティ・モナークスと契約を結んだ。わずか1試合（2イニング1失点）の登板だった。

### マリナーズ傘下時代
2021年5月22日にシアトル・マリナーズとマイナー契約を結んだ。7月5日に東京オリンピックの野球イスラエル代表に選出された。傘下AAA級のタコマ・レイニアーズで30試合に登板し、2勝3敗1セーブ、防御率4.31という成績を残した。オフの11月7日にFAとなった。

### エンゼルス時代
2021年11月28日にロサンゼルス・エンゼルスとマイナー契約を結んだ。
2022年はメジャーのスプリングトレーニングに招待されるも、開幕ロースター入りはならず、傘下AAA級のソルトレイク・ビーズに配属された。9月1日に28人枠入りし、9月2日のヒューストン・アストロズ戦で4年ぶりとなるメジャー登板を果たす。この試合を1回無失点で切り抜け、2018年以来メジャー通算の防御率が無限大となっていた状態から脱却した。この年はメジャーで12試合に登板し、防御率3.38を記録した。
2023年はシーズン開幕前の3月に開催された第5回WBCのイスラエル代表に選出された。この年は6試合に登板するも防御率5.06という成績に終わり、8月22日にDFAとなった。

### レッドソックス時代
2023年8月25日にウェイバー公示を経てボストン・レッドソックスに移籍した。
2024年1月31日にロミー・ゴンザレスの加入に伴って、DFAとなった。

### 2度目のツインズ傘下時代
2024年2月7日にウェイバー公示を経てミネソタ・ツインズへ移籍した。ただ、この年は年間を通して故障に悩まされた為、メジャーに昇格する機会は一度も無かった。オフの11月4日にFAとなった。

### カージナルス傘下時代
2025年1月27日にセントルイス・カージナルスとマイナー契約を結び、同日中にAAA級メンフィス・レッドバーズに配属された。

## 詳細情報

### 年度別投手成績
| 年 度    | 球 団    | 登 板 | 先 発 | 完 投 | 完 封 | 無 四 球 | 勝 利 | 敗 戦 | セ 丨 ブ | ホ 丨 ル ド | 勝 率 | 打 者 | 投 球 回 | 被 安 打 | 被 本 塁 打 | 与 四 球 | 敬 遠 | 与 死 球 | 奪 三 振 | 暴 投 | ボ 丨 ク | 失 点 | 自 責 点 | 防 御 率 | W H I P |
| -------- | -------- | ----- | ----- | ----- | ----- | -------- | ----- | ----- | -------- | ----------- | ----- | ----- | -------- | -------- | ----------- | -------- | ----- | -------- | -------- | ----- | -------- | ----- | -------- | -------- | ------- |
| 2018     | CIN      | 1     | 0     | 0     | 0     | 0        | 0     | 0     | 0        | 0           | ----  | 4     | 0.0      | 2        | 2           | 2        | 0     | 0        | 0        | 0     | 0        | 4     | 4        | ----     | ----    |
| 2022     | LAA      | 12    | 0     | 0     | 0     | 0        | 0     | 1     | 0        | 1           | .000  | 56    | 13.1     | 7        | 2           | 7        | 2     | 1        | 18       | 2     | 0        | 6     | 5        | 3.38     | 1.05    |
| 2023     | LAA      | 6     | 0     | 0     | 0     | 0        | 1     | 0     | 0        | 1           | 1.000 | 25    | 5.1      | 6        | 2           | 2        | 0     | 1        | 7        | 0     | 0        | 3     | 3        | 5.06     | 1.50    |
| 2023     | BOS      | 6     | 0     | 0     | 0     | 0        | 0     | 0     | 0        | 0           | ----  | 33    | 8.2      | 3        | 2           | 4        | 0     | 0        | 8        | 0     | 0        | 3     | 2        | 2.08     | 0.81    |
| '23計    | BOS      | 12    | 0     | 0     | 0     | 0        | 1     | 0     | 1        | 0           | 1.000 | 58    | 14.0     | 9        | 4           | 6        | 0     | 1        | 15       | 0     | 0        | 6     | 5        | 3.21     | 1.07    |
| MLB：3年 | MLB：3年 | 25    | 0     | 0     | 0     | 0        | 1     | 1     | 2        | 0           | .500  | 118   | 27.1     | 18       | 8           | 15       | 2     | 2        | 33       | 2     | 0        | 16    | 14       | 4.61     | 1.21    |

- 2024年度シーズン終了時

### 年度別守備成績
| 年 度 | 球 団 | 投手（P） | 投手（P） | 投手（P） | 投手（P） | 投手（P） | 投手（P） |
| 年 度 | 球 団 | 試 合     | 刺 殺     | 補 殺     | 失 策     | 併 殺     | 守 備 率  |
| ----- | ----- | --------- | --------- | --------- | --------- | --------- | --------- |
| 2018  | CIN   | 1         | 0         | 0         | 0         | 0         | ----      |
| 2022  | LAA   | 12        | 1         | 0         | 1         | 0         | .500      |
| 2023  | LAA   | 6         | 0         | 0         | 0         | 0         | ----      |
| 2023  | BOS   | 6         | 0         | 1         | 0         | 0         | 1.000     |
| '23計 | BOS   | 12        | 0         | 1         | 0         | 0         | 1.000     |
| MLB   | MLB   | 25        | 1         | 1         | 1         | 0         | .667      |

- 2024年度シーズン終了時

### 背番号
- 47 (2018年)
- 57 (2022年 - 2023年途中)
- 56 (2023年途中 - 同年終了)